# Iekaterina Maksímova
Iekaterina Serguéievna Maksímova (en rus: Екатери́на Серге́евна Макси́мова; Moscou, 1 de febrer de 1939 — 28 d'abril de 2009) va ser una ballarina russa de fama internacional. Graduada a l'Acadèmia Estatal de Coreografia de Moscou el 1958 s'incorporà al conjunt de ballet del Teatre Bolxoi, on actuà fins al 1980 i tingué Galina Ulànova com a mentora.
Va debutar el 1958 en el paper de Maixa en El Trencanous i se'n destaquen els seus papers a Giselle, a El llac dels cignes, a Don Quixot o a Espàrtac. El 1983 va actuar al film La traviata, de Franco Zeffirelli, al costat del seu marit Vladímir Vassíliev, amb qui formà una de les parelles més reconegudes del seu temps. Va actuar en diverses ocasions a Europa, els Estats Units i l'Amèrica llatina.
Es retirà el 1994 per exercir la docència i va rebre diversos premis en reconeixement de la seva trajectòria. Va morir el 2009 als 70 anys.